# Beaver (Virginie-Occidentale)
Beaver est une census-designated place située dans le comté de Raleigh, dans l’État de Virginie-Occidentale, aux États-Unis. Lors du recensement de 2020, elle comptait 1 129 habitants.